# Colabata lineosa
Colabata lineosa är en fjärilsart som beskrevs av Walker. Colabata lineosa ingår i släktet Colabata och familjen silkesspinnare. Inga underarter finns listade i Catalogue of Life.